# 20259 Аланхоффман
20259 Аланхоффман (1998 FV10, 1999 RW19, 20259 Alanhoffman) — астероїд головного поясу, відкритий 24 березня 1998 року.
Тіссеранів параметр щодо Юпітера — 3,576.